# Niebla Roja
Sergio Raymundo Chávez Velasco  (nacido el 20 de marzo de 1986) es un luchador profesional mexicano, más conocido bajo el nombre de Niebla Roja quien trabaja actualmente en el Consejo Mundial de Lucha Libre (CMLL). Anteriormente Chávez trabajó como Ángel de Plata entre 2008 y 2012 antes de adoptar su nombre actual. Es el hijo del luchador retirado Apolo Chávez y el hermano de Miguel Ángel Chávez Velasco, quien también es un luchador bajo el nombre de Ángel de Oro. Actualmente es el Campeón Mundial de Peso Semicompleto del CMLL en su primer reinado.
Chávez ha sido una vez Campeón Mundial de Tercias del CMLL con su Último Guerrero & Euforia y fue ganador de Copa Dinastía (2019) con su hermano. Actualmente Rojas ha estado invicto en las luchas de apuestas, después de haber perdido su máscara.

## Carrera

### Primeros años (2006-2008)
Sergio Chávez y su hermano menor Miguel, mejor conocido bajo el nombre de Ángel de Oro, son hijos del luchador profesional Apolo Chávez y crecieron idolatrando a su padre, con la esperanza de seguir sus pasos. Hizo su debut en la lucha profesional en 2006, bajo el nombre de Guerrero Inca, como un enmascarado o luchador enmascarado, trabajando principalmente en el área local de Gómez Palacio, Durango. Al principio de su carrera, a menudo trabajaba frente a su hermano, ya que ambos desarrollaron una pelea en el ring sin revelar que estaban relacionados. La disputa llevó a ambos Chávez a trabajar para International Wrestling Revolution Group (IWRG) en lados opuestos, pero Sergio se rompió el brazo a principios de 2008 y no compitió durante ocho meses.

### Consejo Mundial de Lucha Libre (2008-presente)
En Durango se peleó con su hermano menor, en una pelea que fue tan bien recibida por la multitud que los hermanos recibieron una invitación para entrenar en la escuela de lucha del Consejo Mundial de Lucha Libre (CMLL) en Guadalajara, Jalisco. Cuando fue a Guadalajara para entrenar con Gran Cochisse y El Satánico, cambió su personaje a Ángel de Plata, para complementar el personaje de su hermano. El dúo hizo su debut en CMLL el 4 de julio de 2008 luchando como un equipo llamado Los Angeles Celestiales. El dúo se convirtió en un trío cuando se les unió Ángel Azteca Jr., quien usó un personaje similar a "Ángel inspirado". Los Angeles Celestiales trabajó partidos de cartas bajas durante 2008 y en 2009, ganando valiosa experiencia en el ring en el camino. El 7 de abril de 2009, Ángel de Plata participó en un Torneo cibernético de 10 hombres por el vacante Campeonato Mundial de Peso Ligero del CMLL. Los otros participantes incluyeron a Ángel Azteca Jr., Rey Cometa, Pegasso, Tiger Kid, Pólvora, Inquisidor, Súper Comando, Ángel de Oro y el eventual ganador Máscara Dorada.
En el otoño de 2009, Ángel de Plata participó en el Torneo Gran Alternativa 2009, un torneo en el que un luchador experimentado se une con un recién llegado. Ángel de Plata se unió a Héctor Garza y juntos derrotaron a Averno y Pólvora en la primera ronda, antes de perder ante los eventuales ganadores del torneo La Ola Amarilla (Naito y Okumura). A finales de 2009, Los Ángeles Celestiales participó en un torneo para coronar a los nuevos campeones nacionales mexicanos de tríos. El equipo perdió en la primera ronda ante Los Cancerberos del Infierno (Virus, Pólvora y Euforia. Tras la derrota del torneo, Los Ángeles Celestiales y Los Cancerberos del Infierno han desarrollado una rivalidad entre los dos grupos, enfrentando varios espectáculos de CMLL.
El 30 de marzo de 2012, Ángel de Plata se sometió a una revisión completa del personaje, presentando una nueva máscara y atuendo y cambiando su nombre a Niebla Roja, mientras que también se convirtió en rudo. El 6 de julio, Niebla Roja fue nombrada el miembro más nuevo del stable Los Guerreros del Infierno de Último Guerrero. Niebla Roja compitió en el torneo inaugural En Busca de un Ídolo del CMLL, pero no se clasificó para la semifinal. El 28 de marzo de 2014, Roja ganó su primer título, cuando él, Euforia y Último Guerrero derrotaron a Los Estetas del Aire (Máscara Dorada, Místico y Valiente) por el Campeonato Mundial de Tríos del CMLL.  Perdieron el títulos ante El Sky Team (Místico, Valiente y Volador Jr.) el 13 de febrero de 2015.
En marzo de 2017, CMLL comenzó una rivalidad en la que Niebla Roja comenzó a tener problemas con sus compañeros de Los Guerreros Laguneros, inicialmente al hacer que accidentalmente perdieran luchas debido a la falta de comunicación entre Niebla Roja y Euforia y Gran Guerrero. A medida que avanzaba la rivalidad, Niebla Roja se negó a participar en las payasadas rudo de Los Guerreros, como el doble o el triple de un oponente. El 19 de mayo, Niebla Roja cambio a técnico cuando pateó al líder de Los Guerreros, Último Guerrero, en la cara durante una lucha. Después, Último Guerrero y Gran Guerrero golpearon a Niebla Roja, le arrancaron la máscara y exigieron que Niebla Roja tuviera que inventar una nueva máscara en lugar de usar la máscara inspirada en Último Guerrero. Durante el ataque fue ayudado por su hermano Ángel de Oro. El 10 de junio de 2017, Niebla Roja ganó un torneo de eliminación del torneo cibernético de 10 hombres para ganar el Campeonato Mundial de Peso Semicompleto del CMLL.
La larga rivalidad con Los Guerreros, especialmente Gran Guerrero, lideró el evento principal del 84º Aniversario del CMLL el 16 de septiembre de 2017. Ambos luchadores pusieron sus máscaras en juego en una lucha de apuestas, y como resultado de su pérdida Niebla Roja se vio obligado a desenmascararse luego y declarar su nombre legal: Sergio Raymundo Chávez Velasco.
A principios de 2018, Niebla Roja apoyó a su hermano en su feudo poco a poco con El Cuatrero, lo que llevó a que Ángel de Oro también perdiera su máscara. El 17 de julio de 2018, Niebla Roja defendió con éxito el Campeonato Mundial de Peso Semicompleto del CMLL contra Sansón. A finales de 2018, Niebla Roja comenzó una rivalidad argumental con el veterano luchador Rey Bucanero, enfrentándose uno al otro repetidamente mientras Rey Bucanero a menudo engañaba para ganar la supremacía en su rivalidad. Al final, Niebla Roja derrotó a Rey Bucanero en una lucha de apuestas, lo que obligó a Rey Bucanero a afeitarse.
El Campeonato Universal fue el comienzo de una rivalidad entre Los Hermanos Chávez (Ángel de Oro y Niebla Roja) y Los Ingobernables (El Terrible y La Bestia del Ring), mientras El Terrible engañaba para derrotar a Niebla Roja con la ayuda de La Bestia. Después de varias luchas entre las dos partes, todos firmaron un contrato para su lucha de apuestas como el evento principal del evento Homenaje a Dos Leyendas de CMLL. El 15 de marzo de 2019, Los Hermanos Chávez derrotaron a Los Ingobernables dos caídas a una, lo que obligó a El Terrible y La Bestia del Ring a afeitarse.

## Campeonatos y logros
- Consejo Mundial de Lucha Libre
  - Campeonato Mundial de Peso Semicompleto del CMLL (1 vez)
  - Campeonato Mundial de Tríos del CMLL (1 vez) – con Euforia y Último Guerrero
  - Copa Dinastia (2019) – con Ángel de Oro[16]

- Lucha Libre Voz
  - Voz Ultra Championship (1 vez, actual)[17]

- Pro Wrestling Illustrated
  - Situado en el Nº269 en los PWI 500 de 2017[18]
  - Situado en el Nº302 en los PWI 500 de 2018[19]
  - Situado en el Nº346 en los PWI 500 de 2019[20]

## Luchas de apuestas
| Ganador                                 | Perdedor                                      | Lugar                | Evento                    | Fecha                    | Notas |
| --------------------------------------- | --------------------------------------------- | -------------------- | ------------------------- | ------------------------ | ----- |
| Gran Guerrero (máscara)                 | Niebla Roja (máscara)                         | Ciudad de México     | 84th Aniversario del CMLL | 16 de septiembre de 2017 |       |
| Niebla Roja (cabellera)                 | Furia Roja (cabellera)                        | Guadalajara, Jalisco | CMLL Guadalajara Martes   | 12 de junio de 2018      |       |
| Niebla Roja (cabellera)                 | Rey Bucanero (cabellera)                      | Ciudad de México     | Domingo Arena México      | 18 de noviembre de 2018  |       |
| Ángel de Oro y Niebla Roja (cabelleras) | El Terrible y La Bestia del Ring (cabelleras) | Ciudad de México     | Homenaje a Dos Leyendas   | 15 de marzo de 2019      |       |